# رودولف جوليان
رودولف جوليان (بالفرنسية: Rodolphe Julian)‏ هو نقاش ‏ ورسام ومدرس فرنسي، ولد في 13 يونيو 1839 في Lapalud ‏ في فرنسا، وتوفي في 12 فبراير 1907 في باريس في فرنسا.

## معرض صور

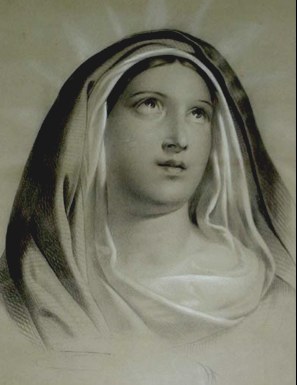
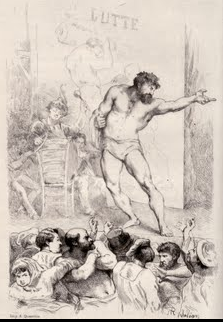
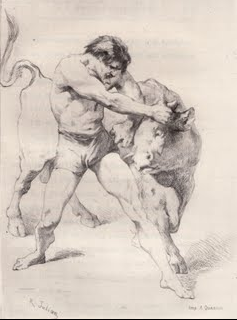